# Sport (österreichische Tageszeitung)
Sport war eine österreichische Sporttageszeitung. Sie erschien vom 7. Juni bis zum 8. Juli 2004.

## Geschichte
Ab 7. Juni 2004 erschien Sport als erste Sporttageszeitung Österreichs. Herausgeber Robert Proksch, zuvor Vertriebsleiter beim WirtschaftsBlatt, plante die Zeitung ohne Rückendeckung durch einen großen Verlag. Das Budget von ein paar Millionen Euro bezeichnete Proksch als ausreichend, bereits nach zweieinhalb Jahren sollte die Gewinnschwelle erreicht werden. Das Geld dazu kam von einem Konsortium privater Investoren unter Führung der Wirtschaftstreuhänder Geyer&Geyer.
Zu einem Preis von einem Euro für 16 Seiten täglicher Sportberichterstattung im farbigen Großformat (49 cm) sollte ganz Österreich mit einer Druckauflage von angepeilten 100.000 Stück versorgt werden. 
Der Startpunkt war mit zwei hochkarätigen Sportereignissen, der Fußball-Europameisterschaft und den Olympischen Sommerspielen, gut gewählt. 
Doch von Anfang an hatte die in Bratislava gedruckte Zeitung mit einem unzureichenden Vertrieb zu kämpfen und war in großen Teilen des Landes kaum oder gar nicht erhältlich.
Chefredakteur Michael Kröll, ehemals Chefredakteur von Täglich Alles, wollte das Hauptaugenmerk der Zeitung auf die heilige Dreifaltigkeit – Fußball, Ski und Formel 1 – legen. Aber auch Randsportarten sollten bedient werden. 
Nach Angaben des Herausgebers Robert Proksch zählten zwischen 15 und 20 Redakteure zum Kernteam. Insgesamt arbeiteten rund 60 Mitarbeiter an der Zeitung. Dazu kamen Kommentare und Analysen von Prominenten aus der Welt des Sportes.

## Das Scheitern
Nach nur 32 Ausgaben musste Sport am 8. Juli 2004 wegen Geldmangels wieder eingestellt werden. 
Die Gründe für den Misserfolg dürften neben dem zu knapp kalkulierten Budget und dem mangelnden Vertrieb auch in der fragwürdigen Qualität von Sport liegen. Mit ironischen, teils schon abstrusen Schlagzeilen, eigenwilligem Zugang zur deutschen Rechtschreibung und auch sachlichen Fehlern verschreckte die Zeitung einen großen Teil der potentiellen Leserschaft. Unklarheit herrschte auch über den Titel der Zeitung. Ursprünglich als Die Sport angekündigt, nannte sich die fertige Zeitung dann schlicht Sport.